# ستاره متغیر
ستارهٔ متغیّر (به انگلیسی: Variable star) به ستاره‌ای گفته می‌شود که به مرحلهٔ ناپایداری رسیده باشد. یا به‌طور کلی ستارهٔ متغیر ستاره‌ای است که میزان درخشندگی آن (قدر ظاهری آن) در نوسان است.
این تغییر ممکن است در اثر تغییر در نور تابش شده باشد یا توسط چیزی که بخشی از آن نور را مسدود می‌کند ایجاد شود، بنابراین ستارگان متغیر به دو دسته طبقه‌بندی می‌شوند:
- متغیرهای ذاتی، که درخشندگی آن‌ها در واقع تغییر می‌کند. به‌عنوان مثال، زیرا ستاره به صورت دوره‌ای متورم و برای مدتی منبسط می‌شود.
- متغیرهای بیرونی‌، (دارای مبدأ خارجی) که تغییرهای ظاهری در درخشندگی آن‌ها ناشی از تغییر در میزان نوری از آن‌ها که می‌تواند به زمین برسد است. به عنوان مثال، زیرا ستاره دارای ستارهٔ همدم (ستاره دوتایی)است که گاهی یکدیگر را می‌پوشانند.

بسیاری، و احتمالاً بیشتر ستارگان، درخشندگی خود را اندکی تغییر می‌دهند: برای مثلاً، انرژی تابشی خورشید در طی یک چرخه خورشیدی ۱۱ ساله حدود ۰٫۱٪ تغییر می‌کند.

## علت
علت پایداری یک ستاره خنثی شدن دو اثر متقابل گداخت هسته‌ای درون هستهٔ ستاره (رو به بالا) و گرانش جرم ستاره (روبه پایین یا متمرکز شدن در یک نقطه) است ستارگان که عمرشان در رشته اصلی به پایان می‌رسد وارد محدوده‌ای در نمودار هرتسپرونگ راسل می‌شوند به نام نوار ناپایداری که در این حالت ابتدا ستاره به‌دلیل کاهش گداختِ هسته‌ای درون هسته (که خود معلول اتمام سوخت مجاز یا رسیدن به مرحلهٔ گداخت آهن است) به داخل فرومی‌ریزد و فشار درون هسته باعث می‌شود تا ستاره به گداخت عنصر بالاتر هم بپردازد و وقتی تمام شد یا فشار کافی نبود ستاره دوباره رمبیده می‌شود تا دوباره فشار به اندازه کافی برسد و این چرخه ادامه پیدا خواهد کرد تا ستاره منفجر شود.

## انواع

### منظم

#### دلتا قیفاووسی
این نوع متغیرها جوان و با دورهٔ متناوب ۱تا۷ روز می‌باشند اما بر خلاف آنچه تصور می‌شود و نام این ستارگان نشان می‌دهد، ستارهٔ دلتا قیفاووس اولین متغیر شناخته‌شده در این گروه نیست و اولین ستارهٔ کشف‌شده در این خصوص ستارهٔ اتای عقاب است. دورهٔ این گروه بین یک روز تا چند هفته است. از این متغیرها برای اندازه‌گیری فاصله‌های دور استفاده می‌شود، که در نظریات ادوین هابل نقش عمده‌ای داشته‌است.

#### RR شلیاقی
این متغیرها پیر و سفید و داغ و کم‌جرم می‌باشند تغییر قدر این ستاره‌ها ۰٫۲–۲ قدر است و دوره‌شان بین ۰٫۵ و ۲٫۱ روز است و قدر مطلق ثابتی دارند.

#### دلتا سپری
این ستاره‌ها تغییر قدر مطلق ۰٫۰۰۳–۰٫۹ دارند و دوره‌شان ۰٫۰۱–۰٫۲ است نوع طیفی‌شان A۰ و F۵ است.

#### W سنبله‌ای
این دسته از متغیرها بیشتر در خوشه‌های کروی و در عرضه‌های بالای کهکشانی وجود دارند. دورهٔ تناوب آن‌ها ۸٫۰ تا ۳۵ روز است که در این مدت بین ۳٫۰ تا ۳٫۱ تغییر قدر می‌دهند.

#### اس‌ایکس سیمرغی
بیشتر این نوع متغیرها در خوشه‌های ستاره‌ایِ کروی پیدا می‌شوند طیفشان بین A۲ تا F۵ است که بین ۱ تا ۲ ساعت ۰٫۷ تغییر قدر می‌دهند.

### متغیرهای نیمه‌منظم یا با دورهٔ طولانی

#### نیمه منظم
متغیرهای نیمه منظم که بیشتر برای غول‌ها و ابر غول‌های سرخ وجود دارد دورهٔ ثابت و تغییر قدر متغیر دارند مانند ابط الجوزا ۰ تغییر قدر آن‌ها حداکثر ۵٫۲ قدر است که در دوره‌های ۳۰روزه تا چندهزار روزه صورت می‌گیرد.

#### متغیر میرا
این نوع متغیرها برای ابرغولهای قرمز رخ می‌دهد که در دوره‌های طولانی ۲٫۵ تا ۱۱ قدر تغییر قدر مطلق دارند اولین نمونه شناخته شده o نهنگ بود که در دورهٔ ۳۳۲روزه از قدر ۲ به قدر ۱۰ افت می‌کرد.
متغیرهای RV گاوی (یا RV ثوری)
این متغیرها دورهٔ بین ۳۰ تا ۱۵۰ روز و ۳ تا ۴ قدر تغییر قدر مطلق دارند.

### نا منظم

#### آلفا ماکیانی
دنب (Deneb)

## نام‌گذاری ستارهٔ متغیر
در یک صورت فلکی معین، نخستین ستاره‌های متغیر با حروف R تا Z به همراه نام صورت فلکی‌اش نشان داده می‌شود؛ مانند R-دجاجه.